# Bruce (månekrater)
Bruce er et lille nedslagskrater på Månen. Det befinder sig på Månens forside i Sinus Medii. Det er opkaldt efter den amerikanske filantrop Catherine W. Bruce (1816 – 1900).
Navnet blev officielt tildelt af den Internationale Astronomiske Union (IAU) i 1970. 

## Omgivelser
Brucekrateret ligger vest-nordvest for det irregulære Rhaeticuskrater og lige vest for det endnu mindre Blaggkrater. 

## Karakteristika
Krateret er cirkulært og skålformet uden bemærkelsesværdige nedslag i randen eller dets indre. Det indre har generelt højere albedo end det omgivende terræn, men et bånd af mørkere materiale krydser kraterets midtpunkt i retningen vest til øst. Det er omgivet af månehav, der har nogle få småkratere i overfladen mod øst.
Mindre end fyrre km mod syd-sydøst er det oprindelige udgangspunkt for det selenografiske koordinatsystem. Fra kraterbunden synes Jorden altid at befinde sig i zenith. Både Surveyor 4- og 6-sonderne landede omkring 50 km vest-sydvest for Brucekrateret.

## Måneatlas
- Billeder af Brucekrateret i LPI-måneatlasset